# Asoci IV Bagratuní
|  | Per a altres significats, vegeu «Asoci IV Bagratuní (desambiguació)». |

Asoci IV Bagratuní, dit el Carnívor (en armeni Աշոտ Դ Բագրատունի), va ser príncep d'Armènia de la dinastia dels Bagràtides. Era fill de Simbaci III Bagratuní, patrici i sparapet (cap militar) d'Armènia fins al 772.
Després de la batalla de Bagrevand del 772, on va morir el seu pare, va adquirir els territoris dels Mamiconis al Taron, que havien quedat sense príncep. Després va comprar als Camsaracans (amb la plata d'unes mines dels seu territori ancestral) el Xirak i Arxarunik, territoris on es va establir. Va fixar la seva residència a Bagaran a la confluència del riu Akhurean amb l'Araxes, abandonant la seva capital tradicional de Dariunq. A diferència de cap qaisita Djahap (també anomenat Djahhaf en alguns textos) que s'oposava al califat i buscava la independència, Asoci va seguir una política d'entesa amb el califat, cosa que li va permetre adquirir alguns districtes sense oposició. A Xirak i Arxarunik se li va oposar Djahap, però el va derrotar cada vegada. Djahap, en no poder aconseguir d'establir-se en cap districte de manera permanent, es va dedicar al saqueig i junt amb el seu fill Abd al-Aziz ben Djahap van atacar i ocupar Dvin, que van saquejar.
El 806, el califa, per contraposar un poder al poder dels Arzerunis de Baspracània, va nomenar Asoci príncep d'Armènia, encara que supeditat a l'ostikan de Dvin.
Va encapçalar, com a tasca primordial, la lluita contra l'emir qaisita Djahap al-Qaisi. Asoci li va prendre la part de l'Arxarunik que posseïa com marit de la darrera princesa Mamicònia l'any 772. Després va ocupar el districte d'Aixots, el Taik oriental (on va construir la fortalesa de Kalmakh a la riba del riu Tixorokh), i Taron, on va fundar la fortalesa d'Audz. Al Taik (Taoklardjètia en georgià, i poblada per georgians i armenis) hi va establir molts colons armenis que van configurar la majoria de la població.
Per obtenir la bona voluntat dels Arzerunis va donar la mà de la seva filla, Rhipsima, al príncep de Baspracània. A l'emir àrab d'Arzèn, Musa ben Zorara, també li va donar la mà d'una altra filla o potser d'una neta.
El 809 l'emir àrab de Tbilisi a Geòrgia es va revoltar i el Califa va encarregar a la branca bagràtida de Klardjètia o Taoklardjètia, probablement dirigida per Adarnases (fill de Vasaces Bagratuní) la seva submissió. Després del 810 Asoci Bagratuní, fill d'Adarnases, va ser reconegut pel califa com a príncep de Geòrgia, i els romans d'Orient el van confirmar per la seva banda com a curopalata de Kartli. Això va reforçar l'altra branca bagràtida a Armènia.
El 813 va ser enderrocat el califa Al-Amin per son germà Al-Mamun. Al-Mamun va enviar el seu lloctinent Tahir ben Muhammad per portar al seu bàndol als caps d'Armènia. Les forces armènies de l'ostikan Xixak ibn Sulaiman (lleial a Al-Amin) el van assetjar a Bardaa, però les forces de l'ostikan es van passar finalment al costat d'Al-Mamum. En canvi l'emir de Mantziciert Djahap es va declarar contrari a Al-Mamun, i va marxar a Dvin que va ocupar. Va morir poc després i el va succeir el seu fill Abd al-Malik ben Djahap, al que el califa va nomenar ostikan, però no va tardar en deposar-lo i llavors Abd al-Malik es va revoltar potser el 813 o el 814 i va provar d'ocupar Bardaa, feu dels partidaris d'Al-Mamun, però va fracassar i es va sotmetre, a canvi de la seva seguretat.
Establert sòlidament a Dvin, Abd al-Malik va reunir un exercit de cinc mil homes, segurament àrabs, per conquerir Taron a Asoci, però el rei el va derrotar i va matar uns tres mil enemics, obtenint molt de botí.
Va enviar al seu germà Xapuh Bagratuní contra Abd al-Malik i va saquejar la regió de Dvin, i quan tornava els àrabs van sortir de la ciutat per perseguir-lo, moment en què els àrabs residents a la ciutat es van revoltar. Segons l'historiador Vardan, Abd al-Malik va morir a mans dels rebels (després del 820) però el mateix historiador en un altre paràgraf diu que la mort de l'emir va ser obra del mateix Asoci.
El 824 Asoci i son germà Xapuh Bagratuní van atacar el nou emir qaisita de Mantziciert, Sevada, i Ixapuh va morir en la batalla.
Durant el seu govern el clergue sirià Epikuros o Abuqara (conegut per Theodoricos Pugla), bisbe d'Haran, va intentar moure el país cap a les doctrines del concili de Calcedònia però Abu Raita (conegut per Buret), patriarca jacobita de Tekrit va enviar a l'ardiaca Elian (conegut per Nanos) per defensar el monofisisme, i finalment Epikuros va ser expulsat.
Va morir cap a l'any 826 i el va succeir el seu fill Simbaci VIII Bagratuní, mentre que un altre fill Bagrat I Bagratuní va ser més tard príncep de Khoy, Sassun i Taron, i el seu nebot Asoci (fill d'Ixapuh) va ser príncep de Sper.